# Leonhard Paul
Leonhard Paul (Mödling, Niederösterreich; 16 de abril de 1967) es un trombonista,
trompetista y compositor austriaco. 

## Carrera
De 1986 a 1990, Paul estudió pedagogía instrumental en trombón  y de 1989 a 1993 fue concertista de trombón en la Universidad de Música y Arte Dramático de Viena. De 1990 a 1994 estudió jazz en trombón con Erich Kleinschuster en el Conservatorio de Viena.
Paul trabaja como sustituto de la Wiener Symphoniker y en la orquesta del Vereinigte Bühnen Wien. Es miembro de la orquesta Wiener Akademie y del conjunto Tonus, así como en el conjunto del Concentus Musicus Wien donde Paul toca el trombón barroco. Además, es miembro de la orquesta de cámara Alhambra y la orquesta de jazz austriaca.
De 1992 a 2005 fue profesor en las escuelas de música Mürzzuschlag y Tulln; desde 2005, ha enseñado en la Universidad de Música y Arte Dramático de Viena para música de cámara de metales, trombón barroco y música popular. Además, es cofundador del grupo vienés de alientos Mnozil Brass, en el que compone y arregla, y en el que interpreta el trombón y fliscorno bajo.

## Premios
En el Año 2011 recibió el Lichtenburgpreis del Musikantenlandes.